# Serie A 2007-2008 (calcio femminile)
Il campionato di Serie A 2007-2008 è stato il quarantunesimo campionato della massima serie femminile italiana di calcio.
Il Bardolino Verona ha conquistato lo scudetto per la terza volta nella sua storia, la seconda consecutiva dopo la vittoria nella stagione 2006-2007. Sono retrocesse in Serie A2 il Trento e il Firenze. Il titolo di capocannoniere della Serie A è andato per l'ottava volta a Patrizia Panico, autrice di 27 goal.

## Stagione

### Novità
Al termine stagione 2006-2007 il Vigor Senigallia e il Porto Mantovano sono state retrocesse in Serie A2. Al loro posto sono state promosse la Riozzese, vincitrice del girone A della Serie A2, e la Trento, vincitrice del girone B della Serie A2. Dopo la rinuncia, e successivo scioglimento, dell'Agliana, il Chiasiellis è stato ripescato in Serie A. Tutte e tre le neopromosse partecipavano per la prima volta nella loro storia alla Serie A.

### Formula
Le 12 squadre partecipanti si affrontano in un girone all'italiana con partite di andata e ritorno per un totale di 22 giornate.
La squadra campione d'Italia e la seconda classificata si qualificano alla UEFA Women's Cup 2008-2009.
Le ultime due classificate retrocedono in Serie A2.

## Squadre partecipanti
| Club             | Stagione | Città                      | Stagione precedente    |
| ---------------- | -------- | -------------------------- | ---------------------- |
| Atalanta         | dettagli | Almenno San Salvatore (BG) | 8º posto in Serie A    |
| Bardolino Verona | dettagli | Bardolino (VR)             | Campione d'Italia      |
| Chiasiellis      | dettagli | Mortegliano (UD)           | 2º posto in Serie A2/B |
| Fiamma Monza     | dettagli | Monza                      | 3º posto in Serie A    |
| Firenze          | dettagli | Firenze                    | 9º posto in Serie A    |
| ACF Milan        | dettagli | Milano                     | 6º posto in Serie A    |
| Reggiana         | dettagli | Reggio nell'Emilia         | 5º posto in Serie A    |
| Riozzese         | dettagli | Riozzo (MI)                | 1º posto in Serie A2/A |
| Tavagnacco       | dettagli | Tavagnacco (UD)            | 7º posto in Serie A    |
| Torino           | dettagli | Torino                     | 2º posto in Serie A    |
| Torres           | dettagli | Sassari                    | 4º posto in Serie A    |
| Trento           | dettagli | Trento                     | 1º posto in Serie A2/B |

## Allenatori e primatisti
| Squadra          | Allenatore                                              | Giocatrice più presente (tra parentesi il numero delle presenze)                                                                       | Capocannoniere (tra parentesi il numero dei gol segnati) |
| ---------------- | ------------------------------------------------------- | --- | -------------------------------------------------------- |
| Atalanta         | Michele Zonca                                           | Manuela Mangili, Penelope Riboldi (22)                                                                                                 | Manuela Mangili, Penelope Riboldi (9)                    |
| Bardolino Verona | Renato Longega                                          | Melania Gabbiadini, Cristiana Girelli, Giorgia Motta (22)                                                                              | Patrizia Panico (27)                                     |
| Chiasiellis      | Paolo Nadalet                                           | Sara Bortolus, Monica Degrassi, Cristina Miani (22)                                                                                    | Piera Cassandra Maglio (5)                               |
| Fiammamonza      | Nazzarena Grilli                                        | Roberta D'Adda, Chiara Marchitelli, Venusia Paliotti, Viviana Schiavi (22)                                                             | Agnese Ricco, Daniela Stracchi (7)                       |
| Firenze          | Alessandro Cosi (1ª-11ª) Agostino Casazza (12ª-22ª)     | Alessandra Barreca, Sara Colzi, Paola Mauro (22)                                                                                       | Alia Guagni (6)                                          |
| Milan            | Paride Dagradi (1ª-6ª) Giuseppe Paolo Mincioni (7ª-22ª) | Erica Croce, Michela Cupido, Maria Rosaria Iannuzzelli (22)                                                                            | Alice Cama (6)                                           |
| Reggiana         | Milena Bertolini                                        | Silvia Baldi, Veronica Brutti, Valeria Davoli, Priscilla Del Prete, Giulia Nasuti, Laura Neboli, Daniela Sabatino, Silvia Vicenzi (22) | Daniela Sabatino (14)                                    |
| Riozzese         | Franco Lanzani                                          | Chiara Piccinno, Silvia Piva (22) | Chiara Piccinno (11)                                     |
| Tavagnacco       | Edoardo Bearzi                                          | Daniela Turra (22) | Paola Brumana (16)                                       |
| Torino           | Giancarlo Padovan                                       | Elisabetta Parodi, Simona Sodini, Daniela Tavalazzi (22)                                                                               | Simona Sodini (11)                                       |
| Torres           | Salvatore Arca                                          | Giulia Perelli (22) | Silvia Fuselli (13)                                      |
| Trento           | Roberto Genta                                           | Federica Rodella (22) | Stefania Rigatti (4)                                     |

## Classifica finale
|  | Pos. | Squadra          | Pt | G  | V  | N | P  | GF | GS | DR  |
|  | ---- | ---------------- | -- | -- | -- | - | -- | -- | -- | --- |
|  | 1.   | Bardolino Verona | 55 | 22 | 17 | 4 | 1  | 86 | 10 | +76 |
|  | 2.   | Torres           | 48 | 22 | 15 | 3 | 4  | 48 | 23 | +25 |
|  | 3.   | Fiammamonza      | 37 | 22 | 10 | 7 | 5  | 34 | 22 | +12 |
|  | 4.   | Tavagnacco       | 36 | 22 | 10 | 6 | 6  | 38 | 36 | +2  |
|  | 5.   | Torino (-1)      | 35 | 22 | 11 | 3 | 8  | 37 | 23 | +14 |
|  | 6.   | Reggiana         | 29 | 22 | 8  | 5 | 9  | 25 | 33 | -8  |
|  | 7.   | Riozzese         | 27 | 22 | 8  | 3 | 11 | 29 | 39 | -10 |
|  | 8.   | Atalanta         | 26 | 22 | 8  | 2 | 12 | 30 | 39 | -9  |
|  | 9.   | ACF Milan        | 26 | 22 | 7  | 5 | 10 | 24 | 34 | -10 |
|  | 10.  | Chiasiellis      | 19 | 22 | 5  | 4 | 13 | 25 | 52 | -27 |
|  | 11.  | Trento           | 19 | 22 | 6  | 1 | 15 | 17 | 57 | -40 |
|  | 12.  | Firenze          | 15 | 22 | 4  | 3 | 15 | 21 | 46 | -25 |

Legenda:
      Campione d'Italia e ammessa alla UEFA Women's Cup 2008-2009.
      Ammessa alla UEFA Women's Cup 2008-2009.
 Ammesse al play-out salvezza.
      Retrocesse in Serie A2 2008-2009.
Note:
Tre punti a vittoria, uno a pareggio, zero a sconfitta.
Il Torino ha scontato 1 punto di penalizzazione.

## Risultati

### Calendario
| andata      | 1ª giornata          | ritorno     |
| 15 set 2007 |                      | 19 gen 2008 |
| 3-0         | Bardolino-Riozzese   | 6-0         |
| 0-3         | Milan-Chiasiellis    | 1-0         |
| 1-2         | Reggiana-Fiammamonza | 0-1         |
| 3-2         | Tavagnacco-Firenze   | 1-1         |
| 4-2         | Torino-Atalanta      | 6-0         |
| 1-0         | Torres-Trento        | 3-0         |

| andata      | 4ª giornata        | ritorno    |
| 13 ott 2007 |                    | 9 feb 2008 |
| 2-0         | Atalanta-Milan     | 3-0        |
| 2-0         | Chiasiellis-Trento | 0-3        |
| 1-2         | Fiammamonza-Torres | 2-2        |
| 0-2         | Firenze-Bardolino  | 0-4        |
| 3-1         | Riozzese-Reggiana  | 2-3        |
| 1-2         | Torino-Tavagnacco  | 1-2        |

| andata      | 7ª giornata          | ritorno     |
| 17 nov 2007 |                      | 16 mar 2008 |
| 6-0         | Bardolino-Reggiana   | 1-1         |
| 1-1         | Chiasiellis-Atalanta | 1-3         |
| 1-2         | Firenze-Fiammamonza  | 2-4         |
| 4-1         | Milan-Riozzese       | 0-1         |
| 2-1         | Torres-Tavagnacco    | 1-2         |
| 0-3         | Trento-Torino        | 1-0         |

| andata     | 10ª giornata           | ritorno     |
| 8 dic 2007 |                        | 12 apr 2008 |
| 1-3        | Atalanta-Riozzese      | 1-2         |
| 2-3        | Milan-Trento           | 3-0         |
| 1-1        | Reggiana-Firenze       | 0-0         |
| 1-3        | Tavagnacco-Chiasiellis | 2-2         |
| 2-1        | Torino-Fiammamonza     | 1-1         |
| 1-6        | Torres-Bardolino       | 1-3         |

| andata      | 2ª giornata            | ritorno     |
| 22 set 2007 |                        | 26 gen 2008 |
| 1-2         | Atalanta-Reggiana      | 2-0         |
| 1-2         | Chiasiellis-Torres     | 0-6         |
| 0-0         | Fiammamonza-Tavagnacco | 0-2         |
| 1-3         | Firenze-Milan          | 0-2         |
| 2-1         | Riozzese-Torino        | 1-2         |
| 0-9         | Trento-Bardolino       | 0-8         |

| andata      | 5ª giornata           | ritorno     |
| 20 ott 2007 |                       | 23 feb 2008 |
| 3-0         | Bardolino-Fiammamonza | 0-0         |
| 1-0         | Chiasiellis-Riozzese  | 0-1         |
| 0-3         | Milan-Torino          | 0-2         |
| 0-1         | Tavagnacco-Reggiana   | 2-1         |
| 1-0         | Torres-Atalanta       | 2-0         |
| 0-1         | Trento-Firenze        | 2-0         |

| andata      | 8ª giornata             | ritorno     |
| 24 nov 2007 |                         | 29 mar 2008 |
| 0-1         | Atalanta-Trento         | 1-0         |
| 3-0         | Fiammamonza-Chiasiellis | 1-1         |
| 2-1         | Reggiana-Torres         | 0-5         |
| 1-0         | Riozzese-Firenze        | 1-2         |
| 3-3         | Tavagnacco-Milan        | 1-1         |
| 1-1         | Torino-Bardolino        | 0-4         |

| andata      | 11ª giornata         | ritorno     |
| 15 dic 2007 |                      | 19 apr 2008 |
| 3-0         | Bardolino-Milan      | 1-1         |
| 0-2         | Chiasiellis-Reggiana | 2-2         |
| 1-0         | Fiammamonza-Atalanta | 2-2         |
| 0-3         | Firenze-Torino       | 0-2         |
| 1-2         | Riozzese-Torres      | 2-2         |
| 2-3         | Trento-Tavagnacco    | 2-0         |

| andata     | 3ª giornata           | ritorno    |
| 6 ott 2007 |                       | 2 feb 2008 |
| 6-0        | Bardolino-Chiasiellis | 7-1        |
| 1-0        | Milan-Fiammamonza     | 0-0        |
| 5-2        | Tavagnacco-Atalanta   | 2-1        |
| 1-1        | Reggiana-Torino       | 0-1        |
| 3-0        | Torres-Firenze        | 1-0        |
| 0-2        | Trento-Riozzese       | 2-2        |

| andata      | 6ª giornata         | ritorno    |
| 10 nov 2007 |                     | 1 mar 2008 |
| 2-1         | Atalanta-Bardolino  | 0-4        |
| 5-1         | Fiammamonza-Trento  | 4-0        |
| 4-1         | Firenze-Chiasiellis | 5-4        |
| 3-1         | Reggiana-Milan      | 0-1        |
| 1-3         | Riozzese-Tavagnacco | 1-1        |
| 1-2         | Torino-Torres       | 0-2        |

| andata     | 9ª giornata          | ritorno    |
| 1 dic 2007 |                      | 5 apr 2008 |
| 4-0        | Bardolino-Tavagnacco | 4-2        |
| 0-2        | Chiasiellis-Torino   | 1-0        |
| 2-1        | Fiammamonza-Riozzese | 2-0        |
| 1-2        | Firenze-Atalanta     | 0-4        |
| 1-1        | Torres-Milan         | 3-0        |
| 0-1        | Trento-Reggiana      | 0-3        |

## Play-out
|             | Risultati |        | Luogo e data                   |  |
| ----------- | --------- | ------ | ------------------------------ |  |
| Chiasiellis | 4 - 2     | Trento | Longarone (BL), 11 maggio 2008 |  |
|             |           |        |                                |  |

## Statistiche

### Classifica marcatrici
| Gol | Rigori |  | Giocatore          | Squadra          |
| --- | ------ |  | ------------------ | ---------------- |
| 27  |        |  | Patrizia Panico    | Bardolino Verona |
| 17  |        |  | Melania Gabbiadini | Bardolino Verona |
| 16  | 2      |  | Paola Brumana      | Tavagnacco       |
| 14  | 1      |  | Daniela Sabatino   | Reggiana         |
| 13  |        |  | Silvia Fuselli     | Torres           |
| 11  |        |  | Chiara Piccinno    | Riozzese         |
| 11  |        |  | Simona Sodini      | Torino           |
| 10  | 1      |  | Valentina Boni     | Bardolino Verona |
| 9   |        |  | Pamela Conti       | Torres           |
| 9   |        |  | Manuela Mangili    | Atalanta         |
| 9   |        |  | Penelope Riboldi   | Atalanta         |